# Liste des chapelles de Tarn-et-Garonne
La liste des chapelles de Tarn-et-Garonne présente les chapelles situées sur le territoire des communes du département français de Tarn-et-Garonne. Il est fait état des diverses protections dont elles peuvent bénéficier, et notamment les inscriptions et classements au titre des monuments historiques.
Toutes sont situées dans le diocèse de Montauban.

## Liste
| Chapelle                                                                | Commune                   | Adresse                                                            | Coordonnées                      | Notice         | Protection | Date | Illustration |
| ----------------------------------------------------------------------- | ------------------------- | ------------------------------------------------------------------ | -------------------------------- | -------------- | ---------- | ---- | --- |
| Chapelle Saint-Jean-Baptiste d'Aucamville                               | Aucamville                |                                                                    | 43° 48′ 02″ nord, 1° 14′ 04″ est | « PA00095912 » | Inscrit MH | 1990 | Chapelle Saint-Jean-Baptiste d'Aucamville |
| Chapelle Sainte-Catherine du Port                                       | Auvillar                  |                                                                    | 44° 04′ 24″ nord, 0° 53′ 49″ est | « PA00095679 » | Inscrit MH | 1980 | Chapelle Sainte-Catherine du Port |
| Chapelle du couvent des Ursulines d'Auvillar                            | Auvillar                  |                                                                    | 44° 04′ 17″ nord, 0° 53′ 57″ est |                |            |      | Chapelle du couvent des Ursulines d'Auvillar                                                                                                  |
| Chapelle Notre-Dame du Marchet d'Auvillar                               | Auvillar                  |                                                                    | 44° 04′ 03″ nord, 0° 54′ 13″ est |                |            |      | Image manquante Téléverser |
| Chapelle Notre-Dame du Salut de Salut                                   | Auvillar                  |                                                                    | 44° 04′ 18″ nord, 0° 53′ 44″ est |                |            |      | Image manquante Téléverser |
| Chapelle Notre-Dame de Beaumont-de-Lomagne                              | Beaumont-de-Lomagne       |                                                                    | 43° 52′ 58″ nord, 0° 59′ 09″ est |                |            |      | Chapelle Notre-Dame de Beaumont-de-Lomagne |
| Chapelle Saint-Pierre de Beaupuy                                        | Beaupuy                   |                                                                    | 43° 48′ 50″ nord, 1° 07′ 09″ est | « PA82000035 » | Inscrit MH | 2014 | Chapelle Saint-Pierre de Beaupuy |
| Chapelle du château de Bioule                                           | Bioule                    |                                                                    | 44° 05′ 21″ nord, 1° 32′ 19″ est |                |            |      | Image manquante Téléverser |
| Chapelle Saint-Caprais de Bouloc-en-Quercy                              | Bouloc-en-Quercy          |                                                                    | 44° 18′ 08″ nord, 1° 08′ 27″ est | « PA00095711 » | Inscrit MH | 1971 | Chapelle Saint-Caprais de Bouloc-en-Quercy |
| Chapelle Notre-Dame des Gabachoux                                       | Bourret                   |                                                                    | 43° 57′ 28″ nord, 1° 09′ 01″ est |                |            |      | Image manquante Téléverser |
| Chapelle Saint-Étienne de Cambayrac                                     | Castanet                  |                                                                    | 44° 16′ 12″ nord, 1° 55′ 08″ est |                |            |      | Chapelle Saint-Étienne de Cambayrac |
| Chapelle de la Compassion du couvent de Castelsarrasin                  | Castelsarrasin            |                                                                    | 44° 02′ 26″ nord, 1° 06′ 14″ est |                |            |      | Chapelle de la Compassion du couvent de Castelsarrasin                                                                                        |
| Chapelle de l'hôpital de Castelsarrasin                                 | Castelsarrasin            |                                                                    | 44° 02′ 09″ nord, 1° 06′ 40″ est |                |            |      | Chapelle de l'hôpital de Castelsarrasin |
| Chapelle Saint-Michel-de-Geyssal de Caussade                            | Caussade                  |                                                                    | 44° 09′ 46″ nord, 1° 32′ 27″ est |                |            |      | Image manquante Téléverser |
| Chapelle Saint-Étienne de Canabals de Saint-Pierre-Livron               | Caylus                    |                                                                    | à géolocaliser                   |                |            |      | Image manquante Téléverser |
| Chapelle Sainte-Anne de Comberouger                                     | Comberouger               |                                                                    | 43° 52′ 39″ nord, 1° 04′ 55″ est |                |            |      | Image manquante Téléverser |
| Chapelle Notre-Dame de Donzac                                           | Donzac                    |                                                                    | 44° 06′ 42″ nord, 0° 49′ 08″ est |                |            |      | Chapelle Notre-Dame de Donzac |
| Chapelle d'Escudès de Faudoas                                           | Faudoas                   |                                                                    | 43° 49′ 53″ nord, 0° 59′ 50″ est |                |            |      | Image manquante Téléverser |
| Chapelle Saint-Pierre-aux-Liens de Féneyrols                            | Féneyrols                 |                                                                    | 44° 07′ 52″ nord, 1° 49′ 10″ est |                |            |      | Image manquante Téléverser |
| Chapelle du château de Terrides                                         | Labourgade                |                                                                    | 43° 57′ 18″ nord, 1° 05′ 15″ est | « PA82000043 » |            |      | Chapelle du château de Terrides |
| Chapelle Notre-Dame-des-Grâces de Lacapelle-Livron                      | Lacapelle-Livron          |                                                                    | 44° 15′ 44″ nord, 1° 46′ 54″ est | « PA00095757 » | Classé MH  | 1948 | Chapelle Notre-Dame-des-Grâces de Lacapelle-Livron                                                                                            |
| Chapelle Notre-Dame de la commanderie des Templiers de Lacapelle-Livron | Lacapelle-Livron          |                                                                    | 44° 16′ 01″ nord, 1° 47′ 06″ est | « PA00095758 » |            |      | Chapelle Notre-Dame de la commanderie des Templiers de Lacapelle-Livron                                                                       |
| Chapelle Saint-Jean de Saint-Jean                                       | Lacapelle-Livron          |                                                                    | 44° 15′ 51″ nord, 1° 47′ 01″ est |                |            |      | Image manquante Téléverser |
| Chapelle Saint-Julien-de-la-Motte                                       | Lacour                    |                                                                    | 44° 16′ 13″ nord, 0° 58′ 17″ est | « PA00095763 » | Inscrit MH | 1971 | Chapelle Saint-Julien-de-la-Motte |
| Chapelle Saint-Jean-Baptiste de Larrazet                                | Larrazet                  |                                                                    | 43° 56′ 14″ nord, 1° 04′ 22″ est |                |            |      | Image manquante Téléverser |
| Chapelle de la maison de retraite de Lauzerte                           | Lauzerte                  |                                                                    | 44° 15′ 18″ nord, 1° 08′ 07″ est |                |            |      | Chapelle de la maison de retraite de Lauzerte« L’hôpital de Lauzerte, un patrimoine qui date de plusieurs siècles » (consulté le 7 juin 2025) |
| Chapelle Saint-Mathurin de Lauzerte                                     | Lauzerte                  |                                                                    | 44° 15′ 11″ nord, 1° 08′ 09″ est |                |            |      | Image manquante Téléverser |
| Chapelle Saint-Caprais de Monille                                       | Loze                      |                                                                    | 44° 17′ 15″ nord, 1° 48′ 11″ est |                |            |      | Image manquante Téléverser |
| Chapelle Notre-Dame-de-Belle-Cassagne de Miramont-de-Quercy             | Miramont-de-Quercy        |                                                                    | 44° 13′ 59″ nord, 1° 01′ 38″ est |                |            |      | Image manquante Téléverser |
| Chapelle de l'hôpital de Moissac                                        | Moissac                   |                                                                    | 44° 06′ 18″ nord, 1° 05′ 18″ est |                |            |      | Image manquante Téléverser |
| Chapelle Petit Séminaire de Moissac                                     | Moissac                   |                                                                    | 44° 06′ 23″ nord, 1° 05′ 05″ est |                |            |      | Image manquante Téléverser |
| Chapelle Saint-Michel de l'école Jeanne-d'Arc de Moissac                | Moissac                   | 49 Rue Malaveille 82200 Moissac                                    | 44° 06′ 15″ nord, 1° 05′ 14″ est |                |            |      | Image manquante Téléverser |
| Chapelle Saint-Paul du Fustin de Blanquerie                             | Molières                  |                                                                    | 44° 13′ 18″ nord, 1° 22′ 42″ est | « IA82118764 » |            |      | Image manquante Téléverser |
| Chapelle Sainte-Victoire de Sainte-Victoire                             | Montalzat                 |                                                                    | 44° 13′ 35″ nord, 1° 31′ 30″ est |                |            |      | Image manquante Téléverser |
| Chapelle Saint-Jean-de-Fustin de Montalzat                              | Montalzat                 |                                                                    | 44° 12′ 30″ nord, 1° 33′ 51″ est |                |            |      | Image manquante Téléverser |
| Chapelle de la Charité de Sapiac                                        | Montauban                 |                                                                    | à géolocaliser                   |                |            |      | Image manquante Téléverser |
| Chapelle de l'hôpital de Montauban                                      | Montauban                 | rue du Docteur-Alibert.                                            | 44° 01′ 19″ nord, 1° 21′ 06″ est |                |            |      | Chapelle de l'hôpital de Montauban |
| Chapelle de l'Immaculée-Conception de Montauban                         | Montauban                 | faubourg de Moustier                                               | 44° 00′ 38″ nord, 1° 21′ 33″ est |                |            |      | Chapelle de l'Immaculée-Conception de Montauban                                                                                               |
| Chapelle Notre-Dame-de-Lourdes de Péfourqué                             | Montauban                 |                                                                    | à géolocaliser                   |                |            |      | Image manquante Téléverser |
| Chapelle Notre-Dame-du-Rosaire de Birac                                 | Montauban                 |                                                                    | à géolocaliser                   |                |            |      | Image manquante Téléverser |
| Chapelle Saint-Jean-Baptiste de Verlhaguet                              | Montauban                 | route de Auch de Verlhaguet                                        | 43° 59′ 20″ nord, 1° 18′ 28″ est |                |            |      | Image manquante Téléverser |
| Chapelle de la Sainte-Famille de Montauban                              | Montauban                 | grand-rue Sapiac                                                   | à géolocaliser                   |                |            |      | Image manquante Téléverser |
| Chapelle du collège Ingres de Montauban (petite)                        | Montauban                 | rue François-Aragon                                                | à géolocaliser                   |                |            |      | Image manquante Téléverser |
| Chapelle du collège Ingres de Montauban (grande)                        | Montauban                 | rue Balat-Biel                                                     | à géolocaliser                   |                |            |      | Image manquante Téléverser |
| Chapelle du collège Saint-Théodard de Montauban                         | Montauban                 | quai de Verdun, (ancien petit séminaire).                          | à géolocaliser                   |                |            |      | Image manquante Téléverser |
| Chapelle du collège Notre-Dame de Montauban                             | Montauban                 | avenue Gambetta                                                    | à géolocaliser                   |                |            |      | Image manquante Téléverser |
| Chapelle de l'école Notre-Dame de Montauban                             | Montauban                 | rue du Lycée                                                       | à géolocaliser                   |                |            |      | Image manquante Téléverser |
| Chapelle du couvent des Sœurs de l'Ange Gardien de Montauban            | Montauban                 | impasse Maurice-Bayrou.                                            | à géolocaliser                   |                |            |      | Image manquante Téléverser |
| Chapelle de la maison d'accueil Louis Ormièrse de Montauban             | Montauban                 | impasse Maurice-Bayrou.                                            | à géolocaliser                   |                |            |      | Image manquante Téléverser |
| Chapelle de l'ancien grand séminaire de Montauban                       | Montauban                 | quai de Verdun                                                     | à géolocaliser                   |                |            |      | Image manquante Téléverser |
| Chapelle des Augustins de Montauban                                     | Montauban                 | rue des Augustins                                                  | à géolocaliser                   |                |            |      | Image manquante Téléverser |
| Chapelle de l'Instit Familiale de Montauban                             | Montauban                 | allée Mortarieu                                                    | à géolocaliser                   |                |            |      | Image manquante Téléverser |
| Chapelle de l'hospice de Nègrepelisse                                   | Nègrepelisse              |                                                                    | 44° 04′ 27″ nord, 1° 31′ 19″ est |                |            |      | Image manquante Téléverser |
| Chapelle Notre Dame de Teysseroles                                      | Parisot                   |                                                                    | 44° 15′ 20″ nord, 1° 50′ 20″ est | « PA00095849 » |            |      | Chapelle Notre Dame de Teysseroles |
| Chapelle Saint-Clair de Bouysse                                         | Parisot                   |                                                                    | 44° 15′ 34″ nord, 1° 52′ 25″ est |                |            |      | Image manquante Téléverser |
| Chapelle Saint-Martin de Parisot                                        | Parisot                   |                                                                    | 44° 16′ 19″ nord, 1° 51′ 22″ est |                |            |      | Image manquante Téléverser |
| Chapelle Saint-Clair de Saint-Clair (Pompignan)                         | Pompignan                 |                                                                    | 43° 49′ 10″ nord, 1° 18′ 32″ est |                |            |      | Chapelle Saint-Clair de Saint-Clair (Pompignan)                                                                                               |
| Chapelle sanctuaire Notre-Dame de Lugan                                 | Puylagarde                |                                                                    | 44° 18′ 21″ nord, 1° 50′ 37″ est |                |            |      | Chapelle sanctuaire Notre-Dame de Lugan |
| Chapelle Saint-Symphorien de Puylaroque                                 | Puylaroque                |                                                                    | 44° 13′ 57″ nord, 1° 40′ 51″ est | « PA00095854 » | Inscrit MH | 1948 | Chapelle Saint-Symphorien de Puylaroque |
| Chapelle Saint-Martin de Moulis                                         | Reyniès                   |                                                                    | 43° 54′ 49″ nord, 1° 24′ 37″ est |                |            |      | Image manquante Téléverser |
| Chapelle du Claux                                                       | Roquecor                  |                                                                    | 44° 18′ 42″ nord, 0° 56′ 56″ est | « PA00095860 » | Inscrit MH | 1971 | Chapelle du Claux |
| Chapelle de Saint-Julien-de-Couyssels                                   | Roquecor                  |                                                                    | 44° 19′ 48″ nord, 0° 57′ 20″ est | « PA00095861 » | Inscrit MH | 1972 | Chapelle de Saint-Julien-de-Couyssels |
| Chapelle du Logis de Lagarde de Lagarde en Calvaire                     | Saint-Amans-de-Pellagal   |                                                                    | 44° 13′ 25″ nord, 1° 07′ 32″ est |                |            |      | Image manquante Téléverser |
| Chapelle du Calvaire de Pech-Dax                                        | Saint-Antonin-Noble-Val   |                                                                    | à géolocaliser                   |                |            |      | Image manquante Téléverser |
| Chapelle Notre-Dame de Saint-Antonin-Noble-Val                          | Saint-Antonin-Noble-Val   |                                                                    | 44° 09′ 05″ nord, 1° 45′ 11″ est |                |            |      | Chapelle Notre-Dame de Saint-Antonin-Noble-Val                                                                                                |
| Chapelle Saint-Clair de Gayssanès                                       | Saint-Arroumex            |                                                                    | 44° 00′ 03″ nord, 0° 59′ 08″ est |                |            |      | Image manquante Téléverser |
| Chapelle Notre-Dame-de-la-Pitié de Saint-Nicolas-de-la-Grave            | Saint-Nicolas-de-la-Grave |                                                                    | 44° 03′ 59″ nord, 1° 01′ 05″ est |                |            |      | Image manquante Téléverser |
| Chapelle Notre-Dame-de-la-Pitié de Saint-Nicolas-de-la-Grave            | Saint-Nicolas-de-la-Grave |                                                                    | 44° 03′ 59″ nord, 1° 01′ 05″ est |                |            |      | Image manquante Téléverser |
| Chapelle Saint-Fort de Savenès                                          | Savenès                   |                                                                    | 43° 49′ 50″ nord, 1° 12′ 00″ est |                |            |      | Image manquante Téléverser |
| Chapelle sanctuaire Notre-Dame-des-Sept-Douleurs de Septfonds           | Septfonds                 |                                                                    | 44° 10′ 41″ nord, 1° 36′ 57″ est |                |            |      | Image manquante Téléverser |
| Chapelle de La Tuque de Saint Gervais                                   | Touffailles               | située à l'extérieur du village en direction de Montaigu-de-Quercy | 44° 17′ 16″ nord, 1° 03′ 22″ est |                |            |      | Image manquante Téléverser |
| Chapelle Saint-Paul de Valence                                          | Valence                   |                                                                    | 44° 07′ 01″ nord, 0° 53′ 31″ est |                |            |      | Image manquante Téléverser |
| Chapelle Saint-Eutrope d'Alzonne                                        | Verfeil                   |                                                                    | 44° 11′ 19″ nord, 1° 54′ 07″ est |                |            |      | Image manquante Téléverser |